# Pristifelis attica
Pristifelis attica és un fèlid extint, del qual es va excavar el primer crani fòssil prop de Pikermi a l'Àtica, Grècia. També es van excavar fòssils prop de la ciutat moldava de Taraclia. També es va descobrir a Maragheh, al nord-oest de l'Iran. F. Attica era més gran en mida corporal que un gat salvatge europeu, però probablement més petit que un serval. A causa de les diferències de mida, es va proposar com a espècie tipus per al gènere Pristifelis proposat l'any 2012.
P. attica era un petit gat semblant a linx i un dels avantpassats de les primeres espècies modernes de Felis, com F. lunensis, que va evolucionar fa uns 2,5 milions d'anys durant l'època del Pliocè.